# 에드워드 필딩
에드워드 필딩(Edward Fielding, 1875년 3월 19일 ~ 1945년 1월 10일)은 미국의 배우, 연극 배우이다.

## 영화
- 스펠바운드 (1945년)
- 베니를 위한 훈장 (1945년)
- 공포의 내각 (1944년)
- 벨 오브 더 유콘 (1944년)
- 정말 멋진 여자야! (1943년)
- 하이어 앤 하이어 (1943년)
- 메이저와 마이너 (1942년)
- 스타 스팽글드 리듬 (1942년)
- 웨스트 포인트에서 온 열 명의 신사 (1942년)
- 인 디스 아워 라이프 (1942년)
- 야구왕 루 게릭 (1942년)
- 인 더 네이비 (1941년)
- 아이 원티드 윙스 (1941년)
- 다운 아젠틴 웨이 (1940년)
- 메릴랜드 (1940년)
- 키티 포일 (1940년)
- 레베카 (1940년)